# 兵馬地獄旅
『兵馬地獄旅』（ひょうまじごくたび）は、横山光輝による日本の忍者漫画。1979年から1980年まで『リイドコミック』（リイド社）に連載された。

## 概要
架空の人物である伊賀忍者・兵馬を主人公に、服部半蔵正就との戦いを描く。
兵馬は、服部半蔵正就に権力で婚約者を奪われ、復讐を行い、逃亡する。服部正就から逆恨みを受け、執拗な追撃を受ける。堪えかねた兵馬は逆襲に出、ついには服部正就の命を奪う。
時代は慶長元年（1596年）から慶長19年（1615年）までを扱っている。一般に創作物において伊賀忍者の頭領とされる服部半蔵が、かなり史実に近い形で描かれる。そのため、忍者漫画ではあるが、派手な（荒唐無稽な）技は少なく、ヒーローというよりも暗殺者、技術者、スパイという扱いに近い。第1話からくノ一による色仕掛けが行われており、大人向けの作品となっている。

## 主要登場人物
兵馬
主人公。伊賀忍者の中でも屈指の腕前で、「不死身」と謳われていた。婚約者・梅を服部半蔵正就に奪われ、復讐を企てる。
配下から慕われていた先代の服部半蔵正成とは違い、服部半蔵正就は嫌われており、ほとんどの伊賀忍は兵馬と同じ思いだった。彼らは慶長8年（1604年）5月10日、武装して西念寺（さいねんじ）に立てこもる。首謀者・兵馬の作戦で、「公儀とは争う姿勢を見せず、服部正就との争いを主張」したため、徳川家康は服部正就を禄はそのままながら無役とし、伊賀忍者は大久保甚右衛門の配下に転属、首謀者のみ死罪、という判断を下した。
しかし、兵馬はまんまと逃亡する。怒った服部正就は復讐を企てるが、斬ったはずの兵馬は別人だった。これにより、禄も取り上げられ、松平定勝に預けられることになる。以来、激しい憎悪と執念を兵馬を狙うため、兵馬は刺客と戦い、ついには服部正就を倒すべく行動に移る。
服部半蔵正就
兵馬抹殺に執念を燃やし、妖斎配下の忍者集団を差し向ける。
器の小さい人物で、伊賀忍を率いていた時代には、辻斬りの他、配下の伊賀忍の娘を差し出させるなど、悪行を重ねていた。
大坂の役に出陣、戦功を上げようとするが、兵馬の罠にはまって孤立、ついに討たれる。兵馬の情けによって、首は密かに埋葬されたが、かえって「敵前逃亡」とみなされてしまい、服部家は取り潰される。
楓
音羽三兄妹のくノ一。兄2人の犠牲の上で兵馬を倒すことが目的。しかし、兵馬に抱かれ、女としての情に目覚め、兵馬を討つことはできなかった。以後、兵馬に協力する。
妖斎
伊賀葉隠れの里の長。服部半蔵正就の要請で、兵馬暗殺の忍者を送り続ける。報酬は、一族を服部家の家臣とすること。

## コミックス
リイド社SPコミックス
1. 落日の章 ISBN 4-8458-0534-0 1992年8月16日
2. 冥案の章 ISBN 4-8458-0535-9 1992年9月20日
3. 氷刃の章 ISBN 4-8458-0536-7 1992年10月21日